# Galassia di Wolf-Lundmark-Melotte
La Galassia di Wolf-Lundmark-Melotte (WLM) è una galassia nana irregolare situata nella costellazione della Balena alla distanza di circa 3,4 milioni di anni luce dalla Terra. È situata al confine del Gruppo Locale in posizione del tutto isolata. La galassia mostra un blueshift di z = 0,00434, quindi è in avvicinamento alla Via Lattea alla velocità di 122 km/s.
Fu inizialmente scoperta dall'astronomo tedesco Max Wolf e nuovamente descritta circa quindici anni dopo dagli astronomi Knut Lundmark e Philibert Jacques Melotte. Le sue dimensioni massime sono stimate in circa 8.000 anni luce e la galassia comprende un alone periferico costituito da stelle molte vecchie, rosse, poco luminose.
La galassia, dalla morfologia allungata, si trova in una posizione piuttosto isolata ai margini del Gruppo Locale. La galassia più vicina, IC 1613, si pone alla distanza di un milione di anni luce. WLM, date le dimensioni e le caratteristiche delle sue stelle, con tutta probabilità non ha mai interagito con nessuna galassia non solo del Gruppo Locale, ma anche dell'Universo, fin dal momento della sua formazione.
La popolazione delle stelle periferiche è piuttosto vecchio, la cui età risale ai tempi della formazione della galassia, mentre le stelle che occupano le aree centrali sono stelle blu giovani. Uno studio del 1994 ha messo in evidenza che la formazione stellare è iniziata circa 13 miliardi di anni fa ad un ritmo di circa 20 masse solari all'anno, per passare tra 9 e 2,5 miliardi di anni fa ad un tasso medio annuo di 100-200 masse solari.
È stata descritta la presenza di un ammasso globulare denominato PGC 910901, di età pari quanto meno a quella della stessa galassia, dalla luminosità leggermente superiore alla media degli ammassi globulari.